# Franceia ovalis
Franceia ovalis är en grönalgsart som först beskrevs av Francé, och fick sitt nu gällande namn av Ernst Johann Lemmermann. I den svenska databasen Dyntaxa är detta taxon uppdelat i flera:
- Franceia ovalis[2]
- Franceia elongata[3]

Franceia ovalis ingår i släktet Franceia och familjen Oocystaceae. Inga underarter finns listade i Catalogue of Life.